# Stachys schimperi
Stachys schimperi là một loài thực vật có hoa trong họ Hoa môi. Loài này được Vatke miêu tả khoa học đầu tiên năm 1872.